# Rolls-Royce Peregrine
Роллс-Ройс Перигрин (англ. Rolls-Royce Peregrine) – V-образный 12-цилиндровый авиационный двигатель жидкостного охлаждения с рабочим объёмом 21 л (1300 кубических дюймов), разработанный британской фирмой «Роллс-Ройс» в конце 1930-х гг. Он явился, в сущности, окончательным результатом развития мотора Kestrel, широко использовавшегося на военных самолётах предвоенного периода.
Во время войны, в связи с высокой приоритетностью развития и производства двигателей Merlin, производство Peregrine было прекращено после выпуска 300 экземпляров.

## Разработка и развитие
В 30-е годы прошлого века использование нагнетателей для увеличения «эффективного объёма» авиационных двигателей стало повсеместным. Наддув был необходим, в первую очередь, для полёта на большой высоте, но он также позволял увеличить мощность двигателя, поэтому не было причин отказываться от его постоянного использования .
В двигателе Kestrel с самого начала использовался наддув, но в течение 30-х гг. он достиг предельной для своих размеров мощности. Однако ещё оставались возможности для увеличения мощи моторов, позволяющие достичь даже больших значений форсирования при всего лишь незначительной прибавке в весе. Этим достигалось значительное увеличение удельной мощности, и уже было понятно, что получившаяся в итоге конструкция двигателя станет своего рода стандартом для истребителей надвигающейся войны.
Следуя принятой на фирме системе наименований поршневых авиамоторов именами хищных птиц, новый двигатель был назван в честь быстрейшей и самой распространённой из них – сапсана.
Конструктивной особенностью Peregrine был выпуск вариантов с правосторонним и левосторонним вращением, что позволяло улучшить управляемость многомоторных самолётов за счёт использования винтов противоположного вращения. Это было обычной чертой немецких конструкций, но в английских встречались редко. Изменение направления вращения достигалось изменением расположения внутренних частей, что чрезмерно усложняло конструкцию, и от этого впоследствии отказались; на «Мерлине» эта задача была решена при помощи дополнительной шестерни в редукторе.
Четыре ряда цилиндров Kestrel/Peregrine, объединённые общим картером и вращающие один коленчатый вал дали в результате X-образный 24-цилиндровый двигатель Vulture мощностью 1700 л.с., который предполагалось использовать на бомбардировщиках.
Как оказалось, размеры самолётов и потребные для них мощности двигателей стремительно выросли настолько, что Peregrine оказался просто слишком мал, чтобы быть востребованным. Как только приоритетом фирмы стала доводка и производство «Мерлина», он утратил все шансы на дальнейшее развитие. В результате Peregrine устанавливался всего лишь на двух типах самолётов: Westland Whirlwind и Gloster F.9/37. Vulture ставился на Hawker Tornado и Avro Manchester, но оказался ненадёжным в эксплуатации . Когда мощность «Мерлина» в 1943 г. удалось поднять до 1500 л.с. (1100 кВт), работы над Peregrine были прекращены.

## История использования

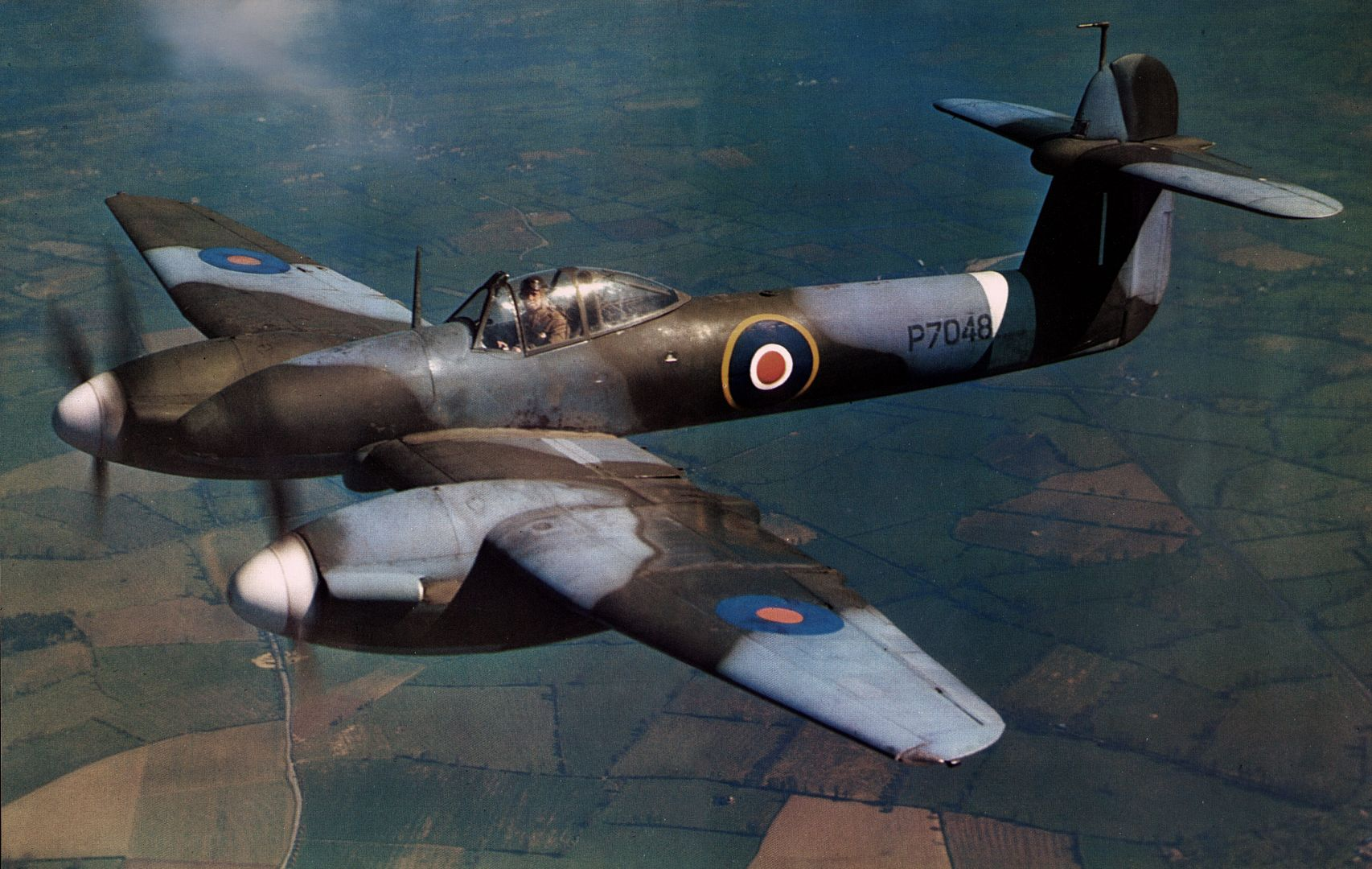
Истребитель Westland Whirlwind

Peregrine использовался на двух типах самолётов: Westland Whirlwind и втором прототипе Gloster F.9/37 (на первом были установлены радиальные двигатели Bristol Taurus). Оба эти самолёта были двухмоторными. Ввиду сокращения потребности Министерства авиации в тяжёлом пушечном истребителе («Спитфайр» и «Харрикейн» на тот момент несли только пулемёты), конструкция F9/37 не получила дальнейшего развития. Whirlwind, несмотря на отличные характеристики на небольших высотах, оказался неоправданно дорогим по сравнению с одномоторными истребителями, и кроме того, страдал от проблем, связанных с надёжностью двигателей. Низкие темпы производства Peregrine вызывали задержки в поставках этого истребителя в боевые части. В августе 1940 г. глава отдела авиационных двигателей фирмы «Роллс-Ройс» Эрнест Хайвс в письме маршалу авиации Уилфриду Фримену выразил желание прекратить работу над Peregrine, Vulture и ещё одним перспективным двигателем – Exe, чтобы сосредоточить усилия на «Мерлине» и «Грифоне», но получил отказ, и выпуск Peregrine был продолжен.
Хотя проблемы надёжности не были чем-то необычным для новых конструкций двигателей «Роллс-Ройс» того периода, испытательный отдел компании получил распоряжение уделять всё время доводке «Мерлина». В результате производство ненадёжного Peregrine было окончательно прекращено в 1942 году. К тому времени появились другие пушечные истребители, такие как Hawker Typhoon и Bristol Beaufighter, а конструкция Whirlwind, фактически созданная под Peregrine, не позволяла заменить этот двигатель другим. Всего было построено 116 самолётов и 301 двигатель.

## Применение
- Gloster F.9/37
- Westland Whirlwind

## Спецификация (Peregrine I)

### Основные характеристики
- Тип: поршневой рядный V-образный 12-цилиндровый двигатель жидкостного охлаждения
- Диаметр цилиндра: 127 мм
- Ход поршня: 140 мм
- Объем двигателя: 21,2 л
- Длина: 1869 мм
- Ширина: 688 мм
- Высота: 1041 мм
- Сухой вес: 517 кг

### Особенности функционирования
- Клапаны: верхний распределительный вал
- Компрессор: одноступенчатый односкоростной ПЦН, давление наддува 0,63 кг/см2
- Топливная система: карбюратор с нисходящим потоком
- Тип топлива: бензин
- Система охлаждения: жидкостная, смесь 70% воды и 30% этиленгликоля

### Производительность
- Выходная мощность: 660 кВт (885 л.с.) при 3000 об/мин и давлении наддува 0,63 кгс/см2
- Удельная мощность: 31,1 кВт/л
- Степень сжатия: 6:1
- Удельная мощность по весу: 1,71 л.с./кг